# Капрено (Ђенова)
Капрено је насеље у Италији у округу Ђенова, региону Лигурија.
Према процени из 2011. у насељу је живело 380 становника. Насеље се налази на надморској висини од 244 м.